# Grosmannia pseudoeurophioides
Grosmannia pseudoeurophioides är en svampart som först beskrevs av Olchow. & J. Reid, och fick sitt nu gällande namn av Zipfel, Z.W. de Beer & M.J. Wingf. 2006. Grosmannia pseudoeurophioides ingår i släktet Grosmannia och familjen Ophiostomataceae.   Inga underarter finns listade i Catalogue of Life.